# Recés kéreggomba
A recés kéreggomba (Ceriporia reticulata) a Irpicaceae családba tartozó, Európában és Észak-Amerikában honos, lombos fák és fenyők erősen korhadó törzsén, ágain élő, nem ehető gombafaj.

## Megjelenése
A recés kéreggomba termőteste az aljzaton 4-7 cm átmérőjű vékony bevonatot képez. Eleinte kis kerekded foltokat alkot, amelyek szabálytalanul növekednek és az egymás melletti termőtestek össze is olvadhatnak, mérete elérheti a 20-25 cm-t. Spóratermő felszíne pórusos, jellegzetesen recés, lyukacsos. Színe fehér, szürkésfehér, krémszínű; idősen rózsásan, majd halványnarancsosan, fahéjbarnán sötétedik. Széle vékony, fehéren bolyhos. Sekély pórusai kerekek vagy szögletesek, idősen szabálytalanok.
Húsa vékony, kb. 1 mm vastagságú, eleinte puha, később valamivel szilárdabb. Szaga és íze nem jellegzetes. 
Spórapora fehéres. Spórája kolbász alakú, sima, igen vékony falú, nem amiloid, mérete 7-9,5 x 2-3,5 µm. 

### Hasonló fajok
A változékony kéreggomba hasonlíthat hozzá. 

## Elterjedése és termőhelye
Európában és Észak-Amerikában honos.
Lombos fák, ritkábban fenyők közepesen vagy erősen korhadó törzsén, ágain él. Egész évben megtalálható.  

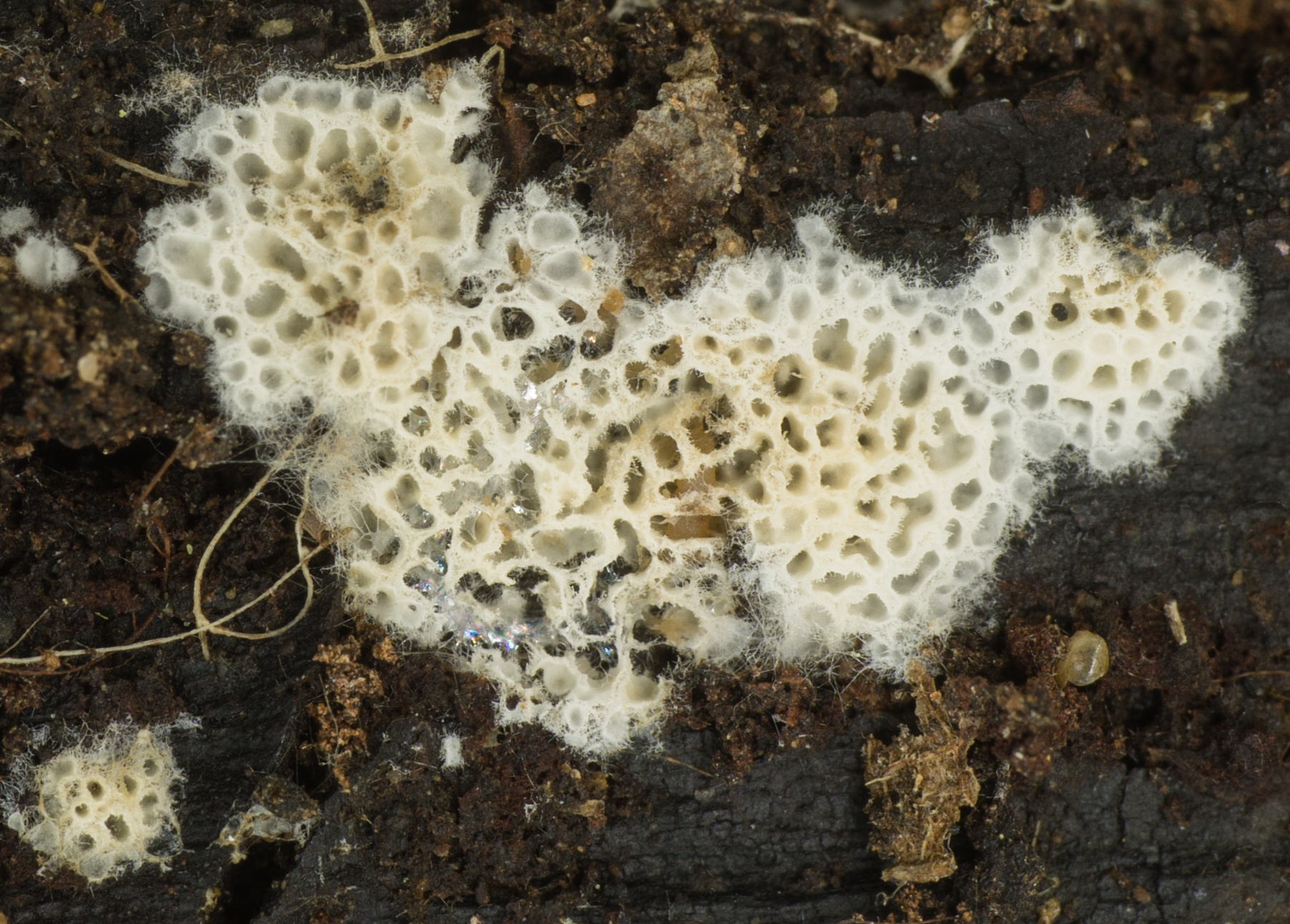
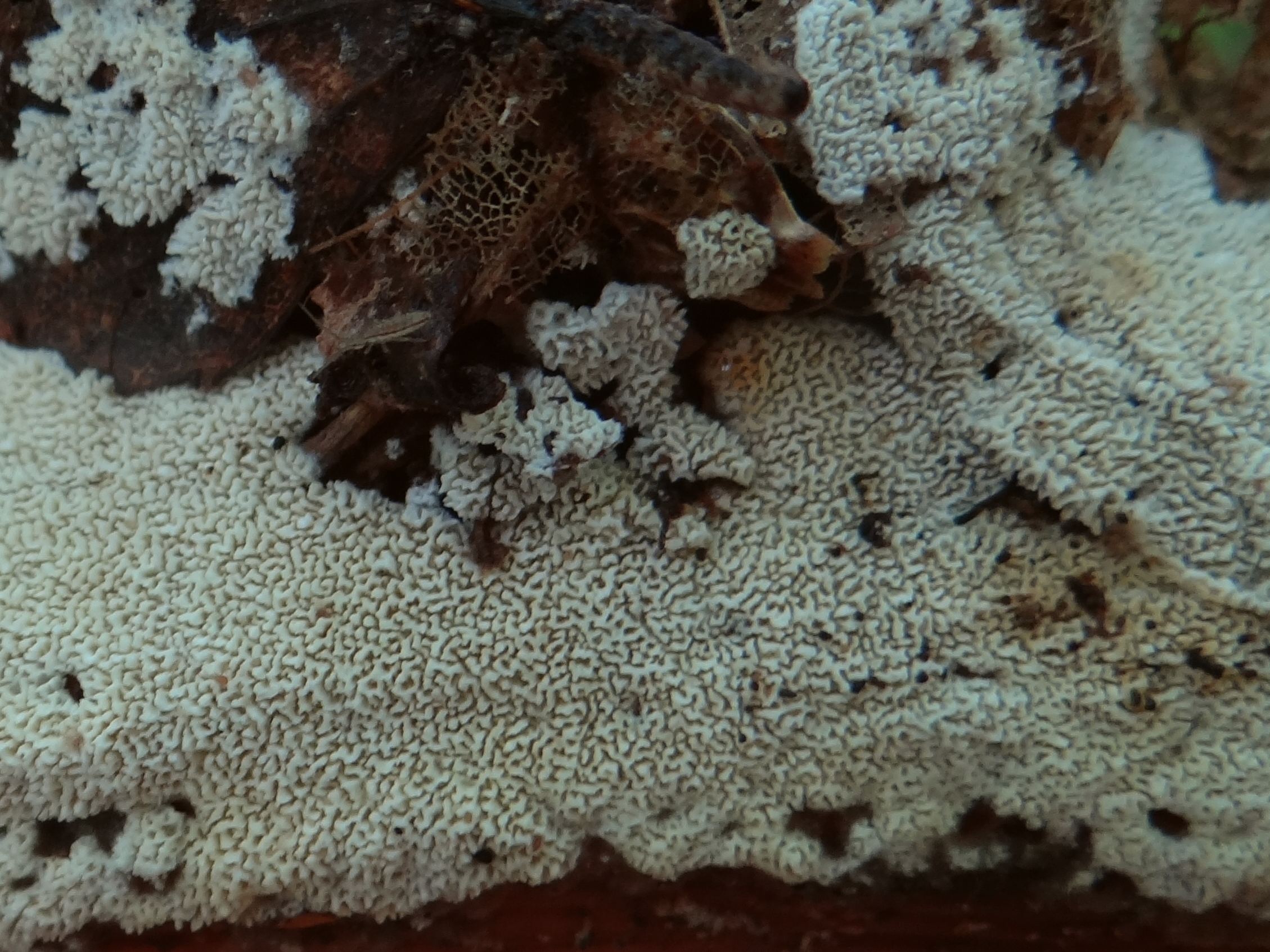
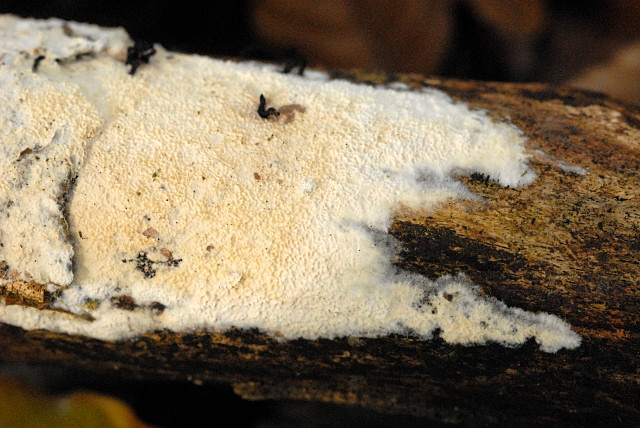
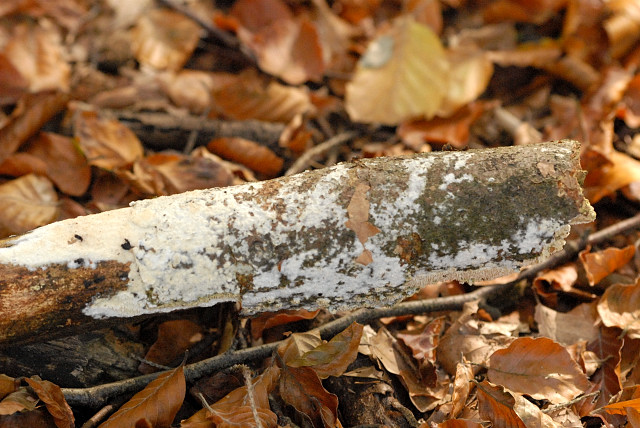
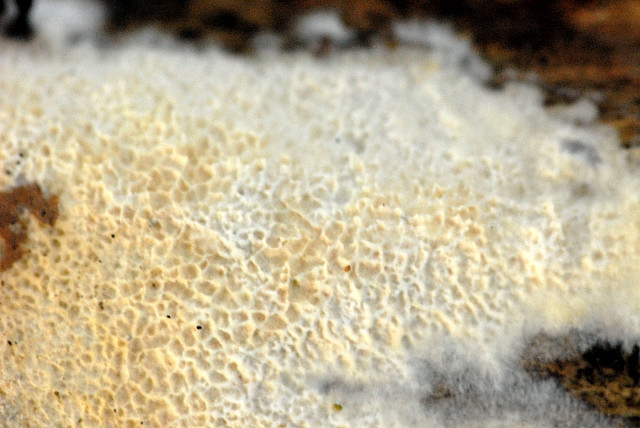

Nem ehető. 